# Michał Hebda
Michał Hebda (ur. 22 września 1929 w Dołach, zm. 9 grudnia 2020 w Majdanie) – profesor, pułkownik rezerwy Wojska Polskiego, rektor Politechniki Świętokrzyskiej (1975–1978) i Wyższej Szkoły Inżynierskiej w Radomiu (1978–1982), działacz komunistyczny, wiceminister gospodarki materiałowej i paliwowej (1985–1988) w rządzie Zbigniewa Messnera.

## Życiorys
Syn Jana i Karoliny. Jeden z pierwszych absolwentów Wojskowej Akademii Technicznej (promocja 1953). Od 1953 należał do Polskiej Zjednoczonej Partii Robotniczej. Po odbyciu służby wojskowej na stanowisku zastępcy dowódcy 73 Pułku Zmechanizowanego w Gubinie, rozpoczął pracę na stanowisku kierownika laboratorium w Katedrze Eksploatacji Czołgów Wojskowej Akademii Technicznej, gdzie otrzymał tytuły doktora (1963), doktora habilitowanego (1967) i profesora nadzwyczajnego (1973). We współpracy z prof. Stefanem Ziembą stworzył Sekcję Podstaw Eksploatacji Maszyn oraz Sekcję Tribologii w Komitecie Budowy Maszyn Polskiej Akademii Nauk.
Od 1966 do 1967 pełnił funkcję I sekretarza POP PZPR przy Wydziale Mechanicznym WAT. W 1975 został wybrany na stanowisko rektora Politechniki Świętokrzyskiej w Kielcach, a w 1978 rektora Wyższej Szkoły Inżynierskiej w Radomiu, po wydzieleniu jej ze struktur Politechniki Świętokrzyskiej. Od 1975 do 1978 wchodził w skład Komitetu Wojewódzkiego PZPR w Kielcach, a od 1978 do 1981 w skład egzekutywy Komitetu Wojewódzkiego tej partii w Radomiu.
W 1981 został przewodniczącym Międzynarodowego Komitetu Organizacyjnego odbywającego się w Polsce Światowego Kongresu Trybologii. Podczas jego kolejnego wyboru na stanowisko rektora doszło do poważnego konfliktu z działającą na uczelni opozycją.
Po rezygnacji ze stanowiska rektora Wyższej Szkoły Inżynierskiej w Radomiu po ośmiu miesiącach urzędowania, podjął pracę na Uniwersytecie Technicznym w Magdeburgu. W 1987 uzyskał tytuł profesora zwyczajnego.
W latach 1985–1988 pełnił funkcję wiceministra Gospodarki Materiałowej i Paliwowej w rządzie Zbigniewa Messnera oraz wiceprzewodniczącego Komitetu ds. Eksploatacji Majątku Trwałego Polskiej Akademii Nauk.
Jego dorobek naukowy stanowiło ponad 250 publikacji z eksploatacji pojazdów i maszyn oraz tribologii. Był autorem lub współautorem 12 książek.
Został odznaczony Krzyżem Komandorskim i Kawalerskim Orderu Odrodzenia Polski, Złotym Krzyżem Zasługi, odznaką tytułu honorowego „Zasłużony Nauczyciel PRL” oraz kilkunastoma innymi odznaczeniami i medalami.
Został pochowany na cmentarzu wojskowym na Powązkach (kwatera B43-3-10).